# Frade (apelido)
Frade é um apelido de família de toponímico da língua portuguesa.

## Origem
Frade (Portugal)  e   Frado (Espanha)
Parece descender esta família de D. Egas Moniz, por seu filho Lourenço Viegas, o Espadeiro, fidalgo muito valoroso, que desde os dezanove anos combateu nas batalhas, achando-se na tomada de Santarém, na lide do Campo de Ourique, como capitão da retaguarda, e na batalha que o Infante D. Sancho I de Portugal teve com os mouros de Sevilha, na qual lhes tomou o pendão.
Deste Lourenço Viegas, o Espadeiro, foi filho ilegítimo, havido numa mulher por alcunha, a Ortigueira, D. Egas Lourençio, que casou com D. Mor Mendes, neta de Egas Pais de Penagate (Penagate), ou, como outros referem com D. Aldara Ramires, filha de Ramiro Frederiques, chamado Ramiro F., e de sua mulher, D. Sancha Gomes, e neta paterna de Frederico Valderiques, conhecido por F. Valdrique.
De D. Egas Lourenço e de sua mulher nasceram vários filhos, e entre eles Gomes Viegas Frade, que casou com D. Teresa Gonçalves, filha de Gonçalo Gonçalves, de cujo matrimónio parece provirem os Frades, sendo seu quinto neto Álvaro Afonso F. ...
Este prestou assinalados serviços a D. Afonso V, tanto em Portugal, como nas tomadas de Alcácer, Arzila e Tânger, onde esteve em pessoa e com homens de armas, besteiros e outra gente.
Era escudeiro, vassalo de El-Rei e morava em Olivença.
Todos os serviços emumerados e ainda os que prestou fora da guerra, assim como "a sua bomdade, emdustria e desciçom" forma causa de or Rei lhe fazer mercê de armas novas se não de acrescentamento das antigas, por Carta de 8-XI-1471.